# Dicranoptycha vulpes
Dicranoptycha vulpes är en tvåvingeart som beskrevs av Alexander 1935. Dicranoptycha vulpes ingår i släktet Dicranoptycha och familjen småharkrankar. Inga underarter finns listade i Catalogue of Life.